# Аллар, Фредерик
Фредерик Аллар (фр. Frédéric Allard; 27 декабря 1997, Сен-Совёр, Квебек, Канада) — канадский хоккеист, защитник клуба АХЛ «Онтарио Рейн».

## Клубная карьера

### Юниорская карьера
Аллар хоккеем начал заниматься на родине, в Квебеке. В сезоне 2012/13 обучался и выступал за семинар Сен-Франсуа из Сен-Огюстен-де-Демора. С 2013 по 2017 год выступал в клубе QMJHL «Шикутими Сагенинс». В феврале 2016 года был назван игроком недели. В последних двух сезонах был ассистентом капитана Николаса Роя. За «Шикутими Сагенинс» провёл 250 матчей и набрал 177 очков.

### Профессиональная карьера
На драфте НХЛ 2016 года был выбран в третьем раунде под общим 78-м номером командой «Нэшвилл Предаторз». Сезон 2017/18 начал в фарм-клубе «Предаторз» в ECHL «Норфолк Эдмиралс», проведя за них 3 матча без набранных очков. Позже был поднят до второй команды в системе, а именно в клуб Американской хоккейной лиги «Милуоки Эдмиралс», за которых провёл оставшийся сезон и набрал 24 очка в 55 встречах. Последующие 2 сезона Аллар также выступал за команду из Висконсина.
В ноябре 2020 года Аллар был отдан в аренду австрийскому клубу «Филлахер СВ», так как не было ясности о дате начала сезона в НХЛ и АХЛ. За «Филлахер СВ» провёл 25 матчей, в которых набрал 13 (4+9) очков, после чего вернулся в Северную Америку.
В январе 2021 года принял участие в тренировочном лагере «Нэшвилла», но не смог там закрепиться и был отправлен в клуб АХЛ «Чикаго Вулвз», так как «Милуоки Эдмиралс» приняли решение пропустить сезон из-за последствий COVID-19. Сезон в АХЛ начал очень успешно, набрав в 7 матчах 8 (1+7) очков, после чего был вызван в стан основной команды. В «Нэшвилле» испытывали нехватку защитников, так как игроки основного состава: Роман Йоси, Райан Эллис и Марк Боровецки были травмированы, а другой защитник «Предаторз» Данте Фаббро отбывал двухматчевую дисквалификацию за удар в голову нападающего «Каролины Харрикейнз» Брока Макгинна. 13 марта 2021 года Фредерик Аллар провёл свою первую игру в НХЛ, будучи игроком в третьей паре вместе с Беном Харпуром в матче против действующего чемпиона «Тампы-Бэй Лайтнинг», проведя на льду 17 минут и не набрав очков при показателе полезности  «-2».
21 марта 2022 года, в последний день дедлайна, был обменян в «Лос-Анджелес Кингз» на нападающего Брейдена Бурка.
3 марта 2023 года, вновь в последний день дедлайна, был обменян в «Монреаль Канадиенс» на нападающего Нэйта Шнарра.

## Международная карьера
В 2017 году принимал участие в молодёжной суперсерии в составе сборной Канады из игроков QMJHL в матчах против сборной России. Провёл 2 матча без набранных очков.

## Стиль игры
По данным хоккейного портала Eliteprospects, Аллар считается двухсторонним игроком с отличными атакующими инстинктами и способностями. В защите же, благодаря своим физическим данным, Фредерик может стать «решающей силой». Его сравнивают с более агрессивным вариантом известного защитника Джастина Шульца.

## Статистика
| Сезон       | Команда           | Лига             | И  | Г  | П  | О  | Штр | И  | Г | П  | О  | Штр |
| 2013–14     | Шикутими Сагенинс | QMJHL            | 61 | 4  | 19 | 23 | 26  | 3  | 0 | 1  | 1  | 2   |
| 2014–15     | Шикутими Сагенинс | QMJHL            | 62 | 2  | 28 | 30 | 24  | 5  | 0 | 1  | 1  | 0   |
| 2015–16     | Шикутими Сагенинс | QMJHL            | 64 | 14 | 45 | 59 | 34  | 6  | 1 | 2  | 3  | 0   |
| 2016–17     | Шикутими Сагенинс | QMJHL            | 63 | 14 | 51 | 65 | 42  | 17 | 4 | 10 | 14 | 14  |
| 2017–18     | Милуоки Эдмиралс  | АХЛ              | 55 | 8  | 16 | 24 | 18  | —  | — | —  | —  | —   |
| 2017–18     | Норфолк Эдмиралс  | ECHL             | 3  | 0  | 0  | 0  | 2   | —  | — | —  | —  | —   |
| 2018–19     | Милуоки Эдмиралс  | АХЛ              | 65 | 4  | 25 | 29 | 44  | 5  | 1 | 1  | 2  | 2   |
| 2019–20     | Милуоки Эдмиралс  | АХЛ              | 61 | 2  | 19 | 21 | 18  | —  | — | —  | —  | —   |
| 2020–21     | Филлахер СВ       | Австрийская лига | 25 | 4  | 9  | 13 | 38  | —  | — | —  | —  | —   |
| 2020–21     | Чикаго Вулвз      | АХЛ              | 25 | 3  | 15 | 18 | 30  | —  | — | —  | —  | —   |
| 2020–21     | Нэшвилл Предаторз | НХЛ              | 1  | 0  | 0  | 0  | 0   | —  | — | —  | —  | —   |
| 2021-22     | Милуоки Эдмиралс  | АХЛ              | 36 | 1  | 4  | 5  | 12  | —  | — | —  | —  | —   |
| Всего в НХЛ | Всего в НХЛ       | Всего в НХЛ      | 1  | 0  | 0  | 0  | 0   | —  | — | —  | —  | —   |